# Йенч, Мартина
Мартина Йенч (нем. Martina Jentsch; род. 22 марта 1968, Лейпциг, ГДР) — восточногерманская гимнастка, бронзовая медалистка Олимпийских игр в командном первенстве (1988).

## Биография
На Чемпионате мира 1985 года стала в составе сборной ГДР бронзовой призёркой в командном первенстве.
В 1986 году стала дважды чемпионкой ГДР: в вольных упражненихя и в опорном прыжке.
На Чемпионате мира 1987 года в Роттердаме второй раз стала бронзовой медалисткой в командном первенстве.
На Олимпийских играх 1988 года в Сеуле завоевала со сборной ГДР бронзовую медаль в командном первенстве. Надо сказать, что Йенч была травмирована во время обязательных упражнений и в произвольных выступить и помочь команде уже не смогла.
После Олимпийских игр была награждена орденом «За заслуги перед Отечеством» 3-й степени.